# Andilla
Andilla è un comune spagnolo di 372 abitanti situato nella comunità autonoma Valenciana.